# Мыс Козьмина
Мыс Козьмина — мыс на северном побережье Чукотки. Омывается водами Восточно-Сибирского моря.
Назван Ф. П. Врангелем в 1823 году в честь сотрудника его экспедиции П. Т. Козьмина.
На мысе установлен световой навигационный знак.

## Топографические карты
- Лист карты R-59-68-C,D.
- Лист карты R-59-XV,XVI Шелагский. Масштаб: 1 : 200 000. Состояние местности на 1981 год. Издание 1986 г.